# Motala SS
Motala SS är ett simsällskap i Motala. Sedan starten 1904 har klubben erbjudit simträning, teknikinlärning och tävling. Framgångsrika simmare som Per Holmertz och Anders Holmertz har tävlat för MSS. 

## Tränings- och tävlingsverksamhet
MSS har en tradition att fostra tävlingssimmare. MSS erbjuder gruppträning från en gång i veckan upp till elitträning på runt 20 timmar i veckan.

## Arrangemang
Motala SS anordnar varje år två inbjudningstävlingar, TYR Sprint Event och Intersport Simcup. Efter 20 års uppehåll återupptogs Kanalsimmet, ett 2 km långt motionslopp i Göta Kanal.

## Simskola och teknikskola
MSS bidrar till ett simkunnigare och vattensäkrare Motala. Varje år tar MSS emot över 200 barn i sommarsimskolan på Motalabadet och i teknikskolan "Kulipool" i Motala simhall.

## Masters och vuxen-crawl
MSS har idag över 30 vuxna som tränar två till fyra gånger i veckan.